# 明親館 (兵庫)
明親館（めいしんかん）は、明治維新期に神戸にあった郷学の学校。神戸で最も古い学校とされる。
1867年（慶応3年）、神田兵右衛門、北風正造らによって開校されたが、1873年（明治6年）には経営不振、新学制公布（1872年）があったことなどにより閉校。小学校が設立される前の兵庫における教育に果たした役割は一定のものがあったとされる。神戸市兵庫区に明親小学校、また町名「明親」として名を残している。兵庫岡方文書の中に、有栖川宮熾仁親王書「明親館」扁額が残っている。ここで学んだ者に卜部兵吉等がいる。

## 沿革
- 1867年（慶応3年）：6月13日、切戸町の函館物産会所の建物を校舎として、「兵庫学校」と言う名前で開校。9月に旧県庁庁舎に移転し、初代兵庫県知事であった伊藤博文によって、漢書「大学」の中の「上明らかにして下親しむ」より採って「明親館」と名付けられた。
- 1872年（明治5年）：3月、兵庫町会所（岡方総会所）に移転。10月、県立神戸洋学校（神戸洋学伝習所）を併合。和・洋・漢の学問が学べる学校となった。当時の県知事神田孝平なども教えていた。
- 1873年（明治6年）：6月24日、明親館閉校。10月、切戸町の旧県庁庁舎に改めて、明親館に因んだ名の明親小学校が開校された。